# Gregori J. Martin
Gregori J. Martin (Yonkers, 6 maggio 1978) è un regista, sceneggiatore e attore statunitense.

## Biografia
Gregori J. Martin (nato Gregorio Barbieri Jr.) è un regista e sceneggiatore dal 2008. Principalmente noto per la serie televisiva The Bay da lui creata, scritta e diretta.

## Filmografia parziale

### Regia e sceneggiatore
- Manhattanites (2008)
- Jack Rio (2008)
- MARy (2008)
- Skeletons in the Desert (2008)
- The Intruders (2009)
- The Bay (2010–2017) - serie TV (98 episodi)
- The Magic (2021)

### Regia
- Raven (2009)
- Lights Out (2010)
- Sebastian (2011)
- The Southside (2015)
- Place Called Hollywood (2015)
- The Last Whistle (2018)
- FraXtur (2018)
- Class Act (2019)

### Attore
- Better Living (1998)
- Big Apple (2002)
- The Guru (2002)
- Amber Sunrise (2006)
- Spiritual Warriors (2007)
- Manhattanites (2008)
- Jack Rio (2008)
- MARy (2008)
- Skeletons in the Desert (2008)
- The Intruders (2009)
- Raven (2009)
- Lights Out (2010)
- Sebastian (2011)
- The Southside (2015)